# Technologie de rupture
Une technologie de rupture (dite aussi rupture d'innovation ou rupture technologique) est une innovation technologique qui porte sur un produit ou un service et qui finit par remplacer une technologie dominante sur un marché.
Cette disparition de la technologie existante se fera bien que la technologie de rupture soit radicalement différente et qu’elle soit souvent moins performante à l’origine selon les critères traditionnels de mesure. Une technologie de rupture survient et domine un marché déjà existant soit en remplissant une fonction que la technologie traditionnelle ne pouvait pas remplir pour une application particulière (comme ce fut le cas des petites disquettes initialement plus chères et de capacité réduite développées pour les ordinateurs portables) ou bien en augmentant progressivement les parts de marché au fur et à mesure que les performances augmentent, jusqu’à remplacer ceux qui y étaient bien établis (comme ce fut le cas avec la photographie numérique).
Par opposition aux technologies de rupture, les continuités technologiques ou d’amélioration continue ne créent pas de nouveaux marchés : elles procèdent par améliorations et incréments graduels successifs des performances de la technologie actuelle. Les tenants du marché sont donc en concurrence permanente pour l'amélioration de leurs produits. Les technologies de continuité peuvent être « discontinues » (transformationnelles) ou « continues » (évolutives). Les technologies discontinues ne sont pas toujours des technologies de rupture. Par exemple l'automobile était une technologie discontinue (transformationnelle) mais n'a pas constitué une technologie de rupture car les automobiles des débuts étaient des produits de luxe très chers qui n'ont pas remplacé les véhicules tractés par des chevaux. Les moyens de transport sont restés plus ou moins les mêmes jusqu'à l'apparition de la Ford T, une voiture à bas prix et de couleur noire, en 1908. Cette voiture produite en masse a été une technologie de rupture car elle a réellement transformé le marché et les modes de transport.
Le terme de « technologie de rupture » (disruptive technology en anglais) fut introduit et argumenté par Clayton M. Christensen dans un livre publié en 1997 The Innovator's Dilemma. Dans la suite de cet ouvrage The Innovator's solution Christensen utilise le terme plus générique d’innovation de rupture parce qu’il reconnaît que peu de technologies sont intrinsèquement de rupture ou de continuité. C’est au contraire leur usage stratégique qui a un effet de rupture.
Cette notion de « technologie de rupture » fait aujourd'hui l'objet de nombreux articles universitaires et notamment de critiques sur la scientificité de la méthodologie mobilisée par Clayton Christensen pour développer le concept ainsi que sur les coûts sociaux associés aux innovations disruptives.

## La théorie
Christensen distingue entre d'une part la rupture inférieure qui vise les clients qui n'ont pas besoin de toutes les performances du marché supérieur et d'autre part la rupture de nouveaux marchés qui s'adresse aux clients qui jusqu'à présent n'étaient pas servis par les entreprises établies.
La rupture inférieure se produit lorsque le rythme auquel les produits s'améliorent dépasse le rythme auquel les clients peuvent apprendre et adopter la performance nouvelle. Ainsi, à partir d'un certain moment les performances du produit vont dépasser les besoins de certains segments de la clientèle. À partir de là une technologie de rupture peut arriver sur le marché et proposer des produits qui ont des performances inférieures aux produits à base de la technologie traditionnelle mais qui sont suffisants pour satisfaire certains clients. C'est ainsi que la nouvelle technologie pénètre sur le marché.
L'entreprise en rupture va naturellement essayer d'améliorer ses marges qui sont tout d'abord limitées car portant sur des produits de commodité. Ainsi, elle va innover pour satisfaire les segments supérieurs de la clientèle. Les entreprises établies ne vont pas engager de guerre des prix contre un produit plus simple et avec des couts de production moindres, ils vont donc se concentrer sur les segments de clientèle les plus exigeants et les plus attractifs. Progressivement les entreprises traditionnelles vont voir leurs parts de marché se réduire et lorsque la technologie de rupture sera à même de satisfaire les segments les plus exigeants du marché la technologie traditionnelle disparaitra.
Les ruptures de marché interviennent quant à elles lorsqu'un produit qui est inférieur selon les mesures traditionnelles de la performance mais convient à un segment émergeant du marché ou à un nouveau marché. Dans l'industrie des disquettes de stockage par exemple, les nouvelles générations de disquettes, plus petites, étaient plus chères et de capacité moindre que les disquettes existantes. Comme la taille n'était pas un facteur important pour les premières générations d'ordinateurs ces nouveaux lecteurs de disquettes semblaient moins bien sous tous les aspects. Mais avec le développement des ordinateurs personnels et des ordinateurs portables la taille devint un critère important et ces lecteurs dominèrent rapidement le marché.

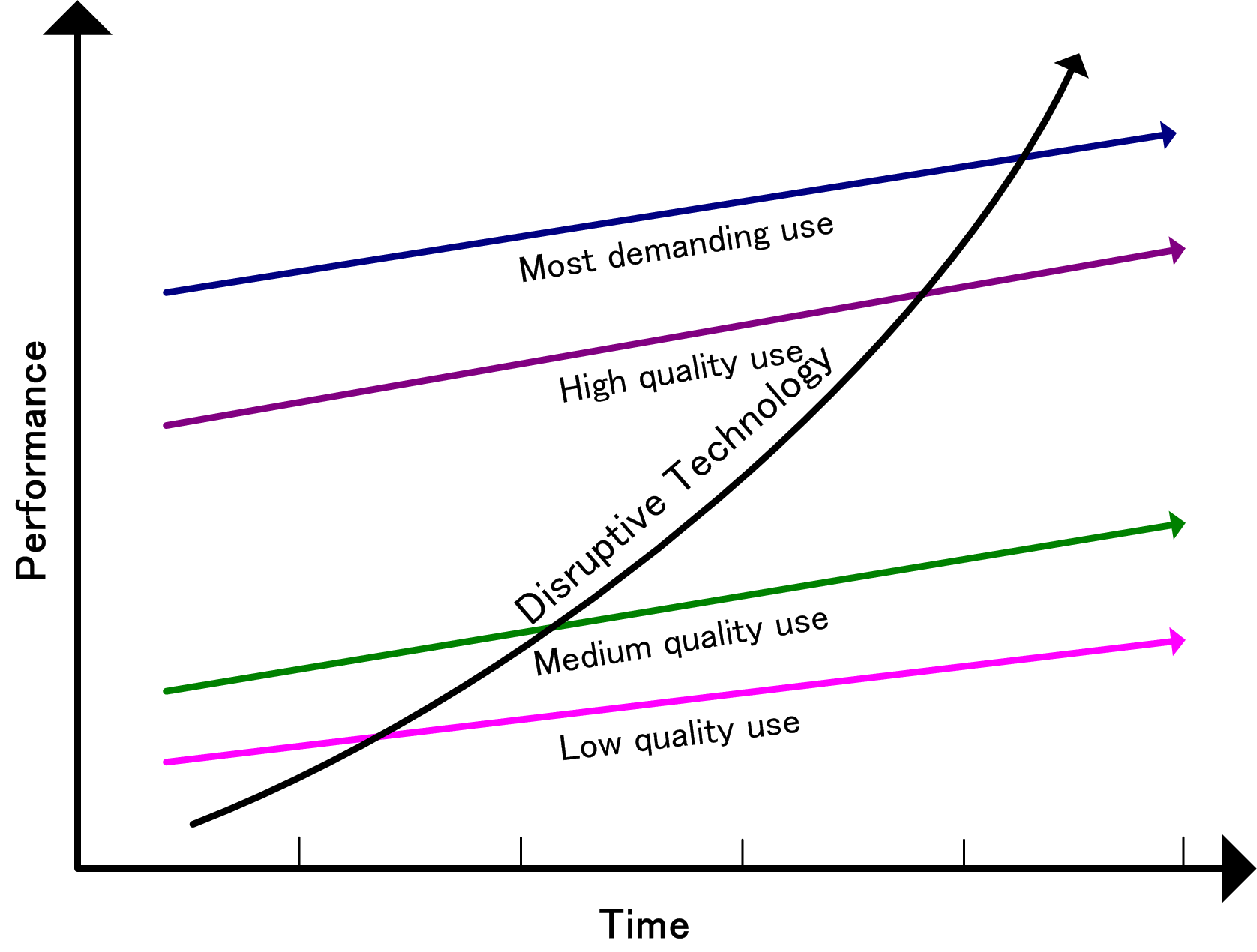

Toutes les technologies de rupture n'ont pas des performances moindres. Il y a de nombreux cas où la technologie est supérieure à la technologie existante et pourtant n'est pas adoptée par les acteurs clefs du marché. Cela se produit lorsque des capitaux importants sont investis dans la technologie traditionnelle. Pour changer, un acteur existant doit non seulement investir dans la nouvelle technologie mais également remplacer ses infrastructures existantes (les couts de démantèlement peuvent être importants). Il peut être plus intéressant d'amortir les investissements déjà réalisés tandis que la technologie décline. Les nouveaux acteurs ne sont pas confrontés à un tel choix.
Quelques exemples de ruptures aux performances élevées:
- Le développement des transports maritimes par conteneurs et le développement du port d'Oakland en Californie tandis que le port de San Francisco ne se modernisait pas.
- Les mini-aciéries

## Exemples de technologies de rupture
| Début du replacement | Technologie de rupture                | Technologie remplacée ou potentiellement remplacée | Notes |
| -------------------- | ------------------------------------- | -------------------------------------------------- | --- |
| 1860                 | Procédé Bessemer                      | Puddlage                                           | Le convertisseur permet l'élaboration rapide d'acier fondu, alors que le puddlage donnait un fer impur au prix d'un labeur épuisant. |
| 1920                 | Moteur à combustion interne           | Cheval (ou animal)                                 | Les nouveaux moteurs mirent deux décennies à s'établir mais finirent par rendre la puissance animale obsolète du fait de leur capacité à produire plus de puissance et de leur plus grande fiabilité. |
| 1960                 | Porte-conteneurs                      | Cargos et les aconiers                             | |
| 1980                 | Verres ophtalmique progressif Varilux | Verre double foyer de Benjamin Franklin (1784)     | Inventée par le français Bernard Maitenaz, cette technologie de rupture a mis plusieurs décennies à se répandre, entre la première enveloppe Soleau de 1951 et la généralisation grand public dans les années 1980. |
| 1980                 | Ordinateur personnel                  | Mini-ordinateur, station de travail                | Les stations de travail existent toujours, mais sont de plus en plus assemblées à partir de pièces conçues pour les ordinateurs personnels au point que la distinction s'efface. |
| 2000                 | Photographie numérique                | Photographie argentique                            | |
| 2000                 | Cinéma numérique                      | 35 mm                                              | Introduite par le français Philippe Binant, cette technologie de rupture (première projection cinéma numérique en 2000) met une décennie à se répandre. Elle conduit à l'abandon du support 35 mm. |
| 2000                 | Standard MP3                          | Le lecteurs portables de cassettes et CD           | |
| 2010                 | Mini-ordinateurs                      | Ordinateurs centraux                               | Bien que les ordinateurs centraux survivent dans des marchés de niche qui subsistent encore aujourd'hui tandis que les mini ordinateurs ont eux également été détrônés par les ordinateurs personnels. Toutefois, avec le cloud computing, l'ordinateur central et le terminal pourraient réémerger et remplacer, à nouveau, les ordinateurs personnels. |
| 2010                 | SSD                                   | Les disques durs                                   | Les deux types de disques sont encore utilisés en complément l'un de l'autre, l'usage des disques durs anciens baissera à mesure que les SSD acquiereront des capacités de stockage et des longévités comparables |

Toutes les technologies de rupture n'ont pas évolué comme leurs promoteurs l'espéraient. Cependant certaines de ces technologies ne sont disponibles que depuis quelques années et leur destin ultime n'est pas encore visible.
Des exemples de ces « technologies de rupture » en devenir peuvent être trouvés parmi :
- le téléchargement de musique et le partage de fichier contre le disque compact
- le livre numérique contre le livre
- le commerce en ligne contre les magasins physiques.
- la vidéo à la demande sur internet et la télévision diffusé par le haut débit internet contre la télévision hertzienne et par câble.
- la voix sur IP contre le téléphone traditionnel et le téléphone mobile.

## Conséquences pour les affaires
Les technologies de ruptures n'apparaissent pas comme telles aux consommateurs et il faut un temps vraiment important pour qu'elles se présentent comme telles aux autres industriels. C'est pourquoi elles sont difficiles à identifier en premier lieu. En effet, comme le souligne Christensen il est tout à fait normal que les entreprises établies ignorent d'abord les technologies de rupture parce qu'elles ne font pas le poids par rapport aux technologies traditionnelles et leurs marchés sont marginaux par rapport aux marchés principaux. Et même lorsqu'elles sont reconnues comme telles les entreprises existantes rechignent à les adopter car elles entrent en compétition avec les technologies traditionnelles qui fonctionnent et qui sont profitables. Elles "cannibalisent" leurs activités. Christensen recommande aux entreprises établies de surveiller le développement de ces technologies, d'investir dans de petites entreprises qui les exploitent et de continuer à entretenir leur cœur de cible de sorte que les performances restent supérieures à ce à quoi la technologie de rupture peut prétendre.
Les technologies de rupture amènent auprès des consommateurs des processus de résistance qui expliquent le taux élevé d'échec du lancement des innovations. Selon Biagio Di Franco, la résistance à l'innovation de rupture est un processus inconscient pouvant aller jusqu'au rejet total de l'innovation. Il décrit ce processus de résistance sous la forme d'une spirale, appelée spirale de résistance à l'innovation de rupture.